# でじこのうっかりパニック!
『でじこのうっかりパニック!』は、2004年4月3日（4月2日深夜）から9月25日（9月24日深夜）まで放送された、メディアミックス作品『デ・ジ・キャラット』をフィーチャーしたラジオ番組である。

## パーソナリティー
- 真田アサミ（デ・ジ・キャラット役）
- 氷上恭子（ラ・ビ・アン・ローズ役）
- 沢城みゆき（プチ・キャラット役）
- 井口裕香（うさだあかり役）…『あかりのいちごジェネレーション』を担当

## 放送時間
- ラジオ大阪 土曜 0:00 - 0:30（金曜深夜）
- 文化放送 土曜 2:00 - 2:30（金曜深夜）
- 東海ラジオ 日曜 1:00 - 1:30（土曜深夜）

## 主なコーナー
- 今週のDUP
- わくわく生き物ランド
- DUP替え歌グランプリ
- あかりのいちごジェネレーション

| ラジオ大阪 土曜日 0:00 - 0:30枠             | ラジオ大阪 土曜日 0:00 - 0:30枠                          | ラジオ大阪 土曜日 0:00 - 0:30枠       |
| 前番組                                      | 番組名                                                   | 次番組                                |
| ------------------------------------------- | -------------------------------------------------------- | ------------------------------------- |
| にょにょらじ (にょ BROCCOLI GAMERS RADIO枠) | でじこのうっかりパニック! (にょ BROCCOLI GAMERS RADIO枠) | 大河ラジオだ ブシロード (BRO Radio枠) |
| 文化放送 土曜日 2:00 - 2:30                 |                                                          |                                       |
| にょにょらじ (にょ BROCCOLI GAMERS RADIO枠) | でじこのうっかりパニック! (にょ BROCCOLI GAMERS RADIO枠) | 大河ラジオだ ブシロード (BRO Radio枠) |